# Kornica
Kornica ist ein Dorf im Norden von Bosnien und Herzegowina, das sich in der Verbandsgemeinde Šamac in der Republika Srpska befindet.
Im Jahre 1992 von annähernd 900 Bürgern – fast ausschließlich Kroaten – bewohnt, war im Verlauf der Jugoslawienkriege nahezu die gesamte Bevölkerung gezwungen zu fliehen.
Bislang sind ausschließlich ältere Bürger nach Kornica zurückgekehrt.